# Тапшеньгские озёра
Тапшеньгские озёра — водоём на территории Онежского района Архангельской области.

## Общие сведения
Площадь водоёма — 1,2 км². Располагается на высоте 35,9 метров над уровнем моря.
Озёра представляют собой единый водоём, условно состоящий из четырёх плёсов, соединённых проливами. Водоём вытянут с северо-запада на юго-восток. Берега изрезанные, преимущественно заболоченные.
В водоёме расположено не менее шести безымянных островов различной площади.
У северо-западной оконечности водоёма проходит линия железной дороги Беломорск — Обозерская, которая пересекают протоку без названия, вытекающую из Тапшеньгских озёр и втекающую в озеро Тапшеньгское, из которого берёт начало река Тапшеньга, которая впадает в Онежскую губу Белого моря (Поморский берег).
Код объекта в государственном водном реестре — 03010000211102000009358.